# Verheven Porte

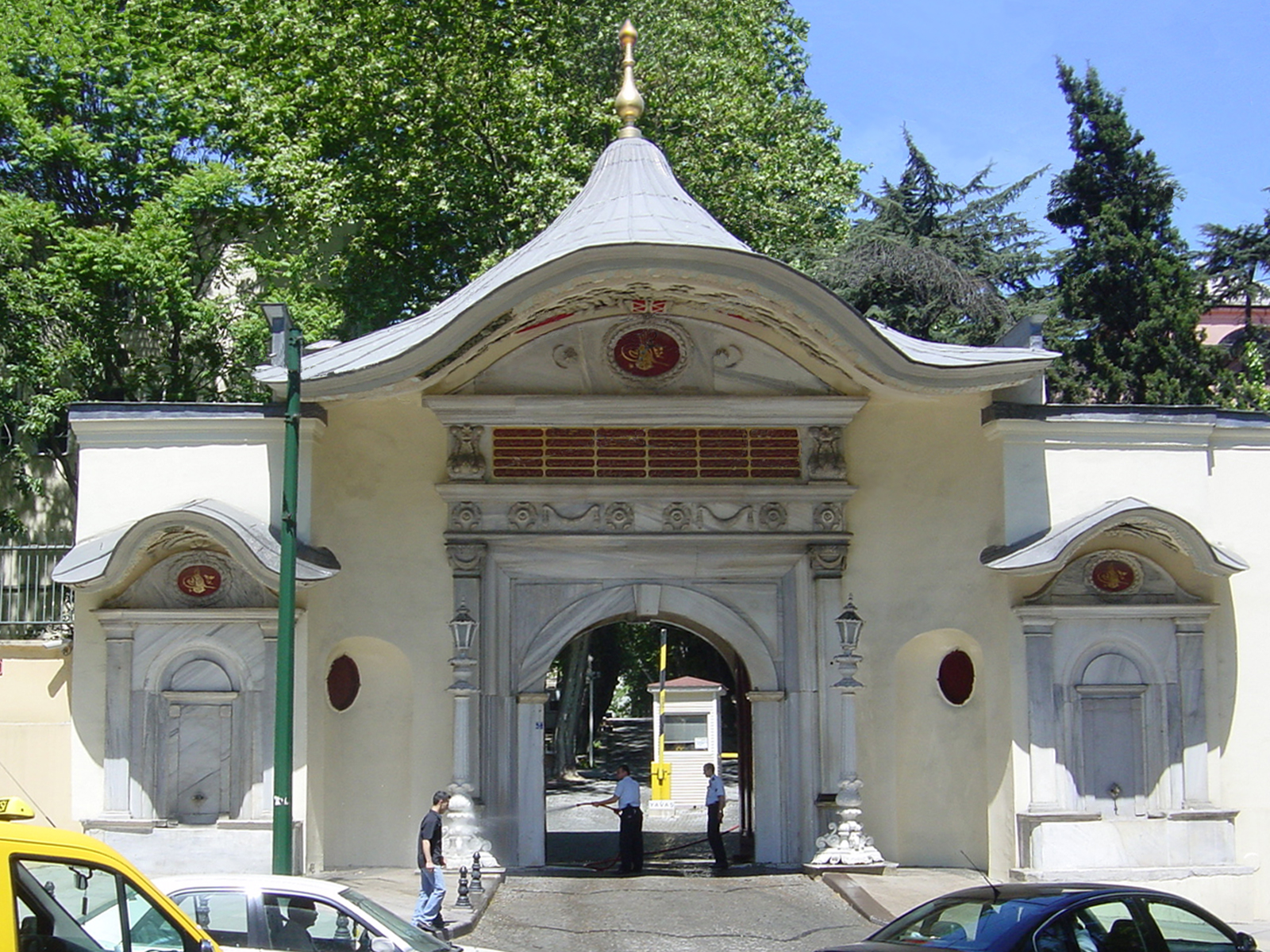
De bâb-i-âlî anno 2006

Verheven Porte, Hoge Porte of Sublieme Porte (Turks: Bâb-ı Âlî of Babıali) was van 1718 tot 1922 de in Europa gebruikelijke aanduiding voor de regering van het Osmaanse Rijk, in tegenstelling tot het hof van de sultan. Hier huisden de grootvizier, het ministerie van buitenlandse zaken en de raad van state. Zodoende werd de term gebruikt als terminologie voor de gehele Ottomaanse regering.

## Naamgeving
De Verheven of de Sublieme Porte was de Franse vertaling van het Turkse Babıali en dat was de naam die gegeven werd aan de poort die toegang gaf tot het blok waarin de belangrijkste staatsdepartementen waren gehuisvest.